# Нур Дабита Сабри
Нур Дабита Сабри (малајс. Nur Dhabitah Sabri; Куала Лумпур, 12. јул 1999) елитна је малежанска скакачица у воду и репрезентативка Малезије у овом спорту. Подједнако скаче и са даске са висине од 3 метра и са торња са висине од 10 метара, како у појединачним тако и у синхронизованим скоковима. Године 2017. проглашена је за највећу наду малезијског спорта по избору сто најбољих спортских новинара те земље.
На међународној сцени дебитовала је током 2014. године, прво на такмичењима светске гран-при серије и серије светског купа, али и на Играма Комонвелта где је освојила бронзану медаљу у сихнронизованим скоковима са торња. Први наступ на светском првенству остварила је у Казању 2015. где је у синхронизованим скоковима са даске, у пару са Нг Јен Ји заузела 8. место. У појединачним скоковима са торња и са даске 3 м није успела да се пласира у финала.
Као члан олимпијске репрезентације Малезије учестовала је на ЛОИ 2016. у Рију. У Рију се такмичила у две дисциплине, у синхронизованим скоковима са даске освојила је 5. место у пару са Џанг Ђуен Хунг, док је у појединачним скоковима са торња заузела 9. место у финалу (са 338,00 бодова). 
На светском првенству 2017. у Будимпешти такмичила се у три дисциплине, а најбољи резултат остварила је у синхронизованим скоковима са даске где је у пару са Нг Јен Ји заузела 6. место. У појединачним скоковима са даске 3 м пласирала се у финале, док је такмичење у скоковима са даске 1 м заузела тек 17. место у квалификацијама.